# El marginal
El marginal es una serie de televisión argentina de drama policial creada por Sebastián Ortega (Underground), escrita por Adrián Caetano, Guillermo Salmerón y Silvina Olschansky, y dirigida por Luis Ortega, con Sebastián Ortega como productor ejecutivo. Los papeles principales corren a cargo de Nicolás Furtado, Claudio Rissi, Martina Gusmán, Juan Minujín, Esteban Lamothe, Lorenzo Ferro, Maite Lanata y Gerardo Romano. Los papeles secundarios corren a cargo de Mariano Argento, Roly Serrano, Verónica Llinás, Alejandro Awada, Nacho Sureda, Luis Luque, Daniel Pacheco Bautista, Ariel Staltari, Rodolfo Ranni, Julieta Zylberberg, Abel Ayala, Ana María Picchio y María Leal.
La primera temporada, con 13 episodios, se estrenó en la Televisión Pública Argentina el jueves 2 de junio de 2016 y recibió críticas mayormente favorables por parte de la prensa especializada. En Latinoamérica se comenzó a emitir el 30 de enero de 2018 a través de Universal Channel. Tras finalizar esta entrega, la serie fue incorporada el 7 de octubre de 2016 en la plataforma de difusión audiovisual Netflix. A su vez, fue presentada en el certamen europeo Series Manía, obteniendo el máximo galardón. Esta buena acogida llevó a que la cadena multinacional Telemundo comprara los derechos de la serie y proyectara hacer una versión estadounidense. En 2018, se estrenó en Estados Unidos El recluso, protagonizada por el argentino Ignacio Serricchio.
En 2017, se renovó la serie para una segunda temporada de ocho episodios, que se estrenaría el 17 de julio de 2018, como precuela de la anterior y que alcanzó los 30 millones de visualizaciones. En 2019 se estrenó la tercera temporada, situada dos años después de los acontecimientos de la temporada anterior. La cuarta, con ocho episodios, se empezó a filmar el 8 de marzo de 2021 que fueron filmadas en nuevas locaciones. La quinta y última temporada se estrenó en mayo de 2022.
Una serie derivada a cargo de Netflix y protagonizada por mujeres, En el Barro, se estrenó el 14 de agosto de 2025.

## Sinopsis

### Primera temporada
Haciéndose pasar por convicto, el expolicía Miguel Palacios (Juan Minujín) realiza un trato con un poderoso y corrupto juez:  debe ingresar en la prisión de San Onofre con una identidad falsa: Osvaldo Pastor Peña. Su misión es encontrar a la hija adolescente de este juez que, supuestamente, ha sido secuestrada por una banda mafiosa mixta de presos y carceleros de ese centro penitenciario, liderados por Mario Borges y Juan Pablo Diosito Borges, en complicidad con el director del penal Sergio Antin. 
Tras descubrir que la chica se encuentra cautiva en un área de la cárcel y lograr su liberación, Miguel es traicionado y queda tras las rejas como un reo más. Sin testigos que conozcan su verdadera identidad, y rodeado por los peores delincuentes y asesinos, el expolicía pronto comprenderá que solamente escapando puede salvar la vida y recuperar su verdadera identidad.

### Segunda temporada
La segunda temporada transcurre tres años antes de la primera y muestra cómo los hermanos Borges, Diosito (Nicolás Furtado) y Mario (Claudio Rissi), llegan al penal de San Onofre y se ven envueltos en una guerra de poder contra el Sapo Quiroga (Roly Serrano). La alianza con Patricio Doc Salgado (Esteban Lamothe), un médico anestesista injustamente encarcelado por un crimen que no había cometido, será la clave de la supervivencia, que les permitirá llegar hasta lo más alto en la prisión. 

### Tercera temporada
La tercera temporada se sitúa dos años después del motín de las Palomas y un año antes del secuestro de Luna Lunati (Maite Lanata). Los hermanos Borges (Nicolás Furtado y Claudio Rissi) han consolidado su poder en el penal de San Onofre y reciben el encargo del director, Antín (Gerardo Romano), de proteger a un interno recién llegado, Cristian Pardo (Lorenzo Ferro), hijo de un empresario poderoso (Gustavo Garzón). Emma, la asistente social del penal (Martina Gusmán), lidia con los traumas que el motín le dejó, y los jóvenes del clan rival de los Borges, la sub-21, intentan destronar a estos; para ello, atraen a su bando al exboxeador Brunni (Alejandro Awada) y a Pantera (Nacho Sureda). Después de la muerte del Sapo, Pantera sería torturado y convertido en una «máquina de pelear» adiestrada para los combates clandestinos que se organizaban en el penal.

### Cuarta temporada
La cuarta temporada retoma, con el lapso de unos meses, los acontecimientos que habían cerrado la primera. Los hermanos Borges (Nicolás Furtado y Claudio Rissi) han sido condenados, junto a James el Colombiano (Daniel Pacheco) y Barny (Marcelo Peralta), a cadena perpetua por sus diferentes delitos y son trasladados al complejo penitenciario de máxima seguridad de Puente Viejo. En este nuevo reclusorio, dirigido por un cínico funcionario llamado Benito Galván (Rodolfo Ranni) junto a Coco (Luis Luque) y su banda, capos de los presos, se encontrarán con un viejo conocido: Miguel Pastor Palacios (Juan Minujín).
A esta confrontación se suma la filial local de la sub-21. Entretanto, el reencuentro entre Pastor y Diosito reaviva en ambos intensos sentimientos del pasado. Desde fuera, Sergio Antín (Gerardo Romano) maniobrará para hacerse con el control de la cárcel, y Emma Molinari (Martina Gusmán) ayudará a Pastor en un nuevo y peligroso intento de fuga junto a Brian (Ignacio Quesada), un joven que, además de ser amigo de Pastor, se ve obligado a trabajar como secretario del alcaide.

### Quinta temporada
Pastor (Juan Minujín) y Diosito (Nicolás Furtado), separados luego de una fuga frustrada, se ven enfrentados a nuevos peligros y desafíos para sobrevivir, una desde la propia prisión y el otro buscándose la vida fuera de los muros; ambos tendrán que afrontar las consecuencias de sus actos y reparar los daños del pasado. Por su parte, un enfermo y envejecido Mario Borges comienza a perder su poder e influencia, algo que intentará ser aprovechado tanto por el grupo de Bardo, ex aliado de los Borges, como por la sub-21 de César.

## Reparto
| Actor / Actriz                | Personaje                               | Temporadas | Temporadas  | Temporadas | Temporadas | Temporadas |
| Actor / Actriz                | Personaje                               | 1          | 2           | 3          | 4          | 5          |
| ----------------------------- | --------------------------------------- | ---------- | ----------- | ---------- | ---------- | ---------- |
| Juan Minujín                  | Miguel Palacios / Osvaldo "Pastor" Peña | Principal  |             | Invitado   | Principal  | Principal  |
| Esteban Lamothe               | Patricio "Doc" Salgado                  |            | Principal   |            |            |            |
| Nicolás Furtado               | Juan Pablo "Diosito" Borges             | Principal  | Principal   | Principal  | Principal  | Principal  |
| Claudio Rissi (†)             | Mario Borges                            | Principal  | Principal   | Principal  | Principal  | Principal  |
| Gerardo Romano                | Sergio Antín                            | Principal  | Principal   | Principal  | Principal  | Principal  |
| Martina Gusmán                | Emma Molinari                           | Principal  | Principal   | Principal  | Principal  |            |
| Carlos Portaluppi             | "Morcilla"                              | Principal  | Principal   | Principal  |            |            |
| Abel Ayala                    | César Pérez                             | Principal  | Principal   | Principal  | Principal  | Principal  |
| Brian Buley                   | Pedro "Pedrito" Pedraza                 | Principal  | Principal   | Principal  | Cameo      |            |
| Daniel Pacheco                | James "Colombia"                        | Principal  | Principal   | Principal  | Principal  | Principal  |
| Marcelo Peralta               | "Barny"                                 | Principal  | Principal   | Principal  | Principal  | Invitado   |
| Emanuel García                | Arnold                                  | Principal  | Principal   | Principal  | Principal  |            |
| Jorge Lorenzo                 | Capece                                  | Principal  | Principal   | Principal  | Principal  | Principal  |
| Mariano Argento               | Cayetano Lunati                         | Principal  |             | Recurrente |            |            |
| Gerardo Otero                 | Fernando Palacios                       | Principal  |             |            |            |            |
| Adriana Salonia               | Lucrecia                                | Principal  |             |            |            |            |
| Maite Lanata                  | Luna Lunati                             | Principal  |             | Recurrente |            | Principal  |
| Aylin Prandi                  | Sofía                                   | Principal  |             | Recurrente |            |            |
| Chang Sung Kim                | Jun Sung "Chino Soja"                   | Recurrente |             |            |            |            |
| Ignacio Sureda                | "Pantera"                               |            | Principal   | Principal  |            |            |
| Roly Serrano                  | "Sapo" Quiroga                          |            | Principal   | Invitado   |            |            |
| Diego Cremonesi               | Quique "Cuis"                           |            | Principal   | Invitado   |            |            |
| Verónica Llinás               | Rita                                    |            | Principal   |            |            |            |
| Rodrigo Noya                  | Nicolás "Oaki" Olmos                    |            | Principal   |            |            |            |
| Daniel Fanego                 | Garófalo                                |            | Principal   |            |            |            |
| Lorenzo Ferro                 | Cristian "Moco" Pardo                   |            |             | Principal  |            |            |
| Alejandro Awada               | Oliverio Bruni                          |            |             | Principal  |            |            |
| Osqui Guzmán                  | Ramos                                   |            |             | Principal  |            |            |
| Ana María Picchio             | Estela Morales                          |            |             | Principal  |            |            |
| Denis Corat                   | Marquitos                               |            |             | Principal  |            |            |
| David Masajnik                | Juan Carlos "Tubito" Rodríguez          |            |             | Principal  |            |            |
| Rodolfo Ranni                 | Benito Galván                           |            |             |            | Principal  |            |
| Luis Luque                    | "Coco"                                  |            |             |            | Principal  |            |
| Ariel Staltari                | José "Bardo" Muriazo                    |            |             |            | Principal  | Principal  |
| María Leal                    | María Virginia Piñeiro                  |            |             |            |            | Principal  |
| Julieta Zylberberg            | Silvia de Palacios                      | Recurrente |             |            | Recurrente |            |
| Mauro Angemi                  | "Calambre"                              | Recurrente |             |            |            |            |
| Guido Botto Fiora             | Fiorella                                | Recurrente |             |            |            |            |
| Gustavo Pardi                 | Pikachu                                 | Recurrente |             |            |            |            |
| Lucas Pose                    | "El Niño"                               | Recurrente |             |            |            |            |
| Jonathan de la Rosa           | "El Susto"                              | Recurrente | Recurrente  | Recurrente |            |            |
| Ana Garibaldi                 | Gladys Guerra                           | Recurrente |             |            |            |            |
| Silvana Sosto                 | Claudia                                 | Recurrente | Recurrente  | Recurrente | Recurrente |            |
| Sergio Sánchez                | "Flaco" Borges                          | Recurrente | Recurrente  | Recurrente | Cameo      | Cameo      |
| Carlos Cano                   | Sandro                                  | Recurrente | Recurrente  | Recurrente |            | Recurrente |
| Javier Pedersoli              | Psícologo Kalina                        | Recurrente | Recurrente  | Recurrente |            |            |
| Ignacio Huang                 | Wan                                     | Recurrente | Cameo       |            |            |            |
| Francisco Lumerman            | "El Triste"                             | Recurrente |             |            |            | Recurrente |
| Marcos Woinski                | "Pipita"                                | Recurrente |             |            |            |            |
| Brian Muniz                   | "Virus"                                 | Recurrente |             |            |            |            |
| Fernando Caride               | Procurador Octavio Ludueña              | Recurrente |             | Cameo      |            |            |
| Adrián Navarro                | Gastón Belardo                          | Recurrente |             | Recurrente |            |            |
| Ramiro Martínez               | Rogelio Rico                            | Recurrente |             |            |            |            |
| Mario Moscoso                 | Guardiacárcel                           | Recurrente |             |            |            |            |
| Enrique Liporace              | "El Verruga"                            | Recurrente |             |            |            |            |
| Cristina Banegas              | Élida vda de Palacios                   | Recurrente |             |            |            |            |
| Lis Moreno                    | Karina "Kari"                           | Invitada   |             |            |            |            |
| Daniela Pantano               | Pamela "Pame"                           | Invitada   |             |            |            |            |
| Mercedes Scápola              | Betina Espósito de Palacios             | Recurrente |             |            |            |            |
| Eugenia Alonso                | Terapeuta                               | Recurrente |             |            |            |            |
| Laura López Moyano            | Diana Sosa                              | Recurrente |             |            |            |            |
| Camila Garófalo               | Mabel Molinari                          | Recurrente |             |            | Recurrente | Invitada   |
| Jimena Anganuzzi              | Karla                                   | Recurrente |             |            |            |            |
| Inés Palombo                  | Anabella                                | Recurrente |             |            |            |            |
| Adolfo Yanelli                | Doctor                                  | Recurrente |             |            |            |            |
| Guadalupe Yepes               | "Vicky"                                 | Recurrente |             |            |            |            |
| Alma Gandini                  | "La Piba"                               | Cameo      |             | Cameo      |            |            |
| Mónica Raiola                 | "Chiqui"                                |            | Recurrente  | Recurrente |            |            |
| Nicolás Gualco                | "Raviolito"                             |            | Recurrente  |            |            |            |
| Roberto Vallejos              | Godoy                                   |            | Recurrente  |            |            |            |
| Paula Cancio                  | Camila de Salgado                       |            | Recurrente  |            |            |            |
| Joaqui Lerena                 | Mercedes "Mecha"                        |            | Recurrente  |            |            |            |
| Antonella Ferrari             | Carla                                   |            | Recurrente  |            |            |            |
| Fidel Ponce y Tomas Fernández | "Los Mellis"                            |            | Recurrentes |            |            |            |
| Fabio "Mosquito" Sancineto    | Fabiola                                 |            | Recurrente  | Recurrente |            | Recurrente |
| Victoria Césperes             | Andrea                                  |            | Recurrente  | Cameo      |            |            |
| Silvina Bosco (†)             | Romina                                  |            | Recurrente  |            |            |            |
| Gonzalo Acosta                | "El Ninja"                              |            | Recurrente  |            |            | Invitado   |
| Rafael Soliwoda               | Marcelo Ontiveros                       |            | Recurrente  |            |            |            |
| Luciano Farías                | "Vato"                                  |            | Recurrente  |            |            |            |
| Gonzalo Basile                | "Oso" / "Patón"                         |            | Recurrente  | Recurrente |            | Recurrente |
| Valentín Villafañe            | "Hueso"                                 |            | Recurrente  |            |            |            |
| Sofía Dieguez                 | "Luli"                                  |            | Recurrente  | Recurrente |            | Recurrente |
| Mariana Genesio Peña          | Ginna                                   |            | Recurrente  | Recurrente |            |            |
| Micol Estévez                 | Jessica "Jessy" Quiroga                 |            | Recurrente  |            |            |            |
| Federico Barga                | "Chaveta"                               |            | Recurrente  |            |            |            |
| Loren Acuña                   | "La Pichona"                            |            | Recurrente  |            |            |            |
| Rodrigo Mora                  | Máximo                                  |            | Cameo       | Recurrente |            |            |
| Gustavo Garzón                | Eduardo Pardo                           |            |             | Recurrente |            |            |
| Cumelén Sanz                  | Karina                                  |            |             | Recurrente |            |            |
| Marcelo Mazzarello            | Daniel "El Loco" Ortiz                  |            |             | Recurrente |            |            |
| Luis Ziembrowski              | Ángel Machado Williams                  |            |             | Recurrente |            |            |
| Gastón Serrano                | "Dtoke"                                 |            |             | Recurrente |            |            |
| El Flaco                      | "Fiorito"                               |            |             | Recurrente |            |            |
| Rolando Schiavi               | Él mismo                                |            |             | Cameo      |            |            |
| Facundo Espinosa              | Enzo                                    |            |             |            | Recurrente |            |
| Ernesto Larrese               | Padre Ramón                             |            |             |            | Recurrente | Recurrente |
| Ignacio Quesada               | Brian Godoy                             |            |             |            | Recurrente | Recurrente |
| Guadalupe Docampo             | Catalina                                |            |             |            | Recurrente |            |
| Diego Gallardo                | Osmar Gutiérrez                         |            |             |            | Recurrente |            |
| Lautaro Rodríguez             | "Estalone"                              |            |             |            | Recurrente | Recurrente |
| Juan Pablo Cestaro            | "El Bromas"                             |            |             |            | Recurrente | Recurrente |
| Fernando Miró                 | Hugo Luciani                            |            |             |            | Recurrente |            |
| Nahuel Quimey Villarreal      | "Caspa"                                 |            |             |            | Recurrente |            |
| María Pía Martignoni          | Cielo                                   |            |             |            | Recurrente |            |
| Valentina Ávila               | Alelí                                   |            |             |            | Recurrente | Recurrente |
| Elías Zacovich                | "Dengue"                                |            |             |            | Recurrente | Recurrente |
| Lucas Rodríguez               | "Labia"                                 |            |             |            | Recurrente |            |
| Joselo Bella                  | Marconi                                 |            |             |            | Invitado   |            |
| Agnes Simón                   | Lorena                                  |            |             |            | Invitada   |            |
| Dalma Maradona                | Ana                                     |            |             |            | Invitada   |            |
| Braian Ross                   | Mario Borges (joven)                    |            |             |            | Invitado   |            |
| Silvia Villazur               | Nelly Pérez Crellet                     |            |             |            | Invitada   |            |
| Jorge Prado                   | Medina                                  |            |             |            |            | Recurrente |
| Marina Artigas                | Rosario                                 |            |             |            |            | Recurrente |
| Santiago Motolo               | Lucas Palacios                          |            |             |            |            | Recurrente |
| Dakillah                      | Eli                                     |            |             |            |            | Invitada   |
| María Fernanda Callejón       | Marta                                   |            |             |            |            | Invitada   |
| Ernesto Claudio               | Daniel Castro                           |            |             |            |            | Invitado   |
| Katja Alemann                 | Alicia                                  |            |             |            |            | Invitada   |
| Fabián Arenillas              | Andrés Lazarre                          |            |             |            |            | Invitado   |

## Episodios
| Temporada | Temporada | Episodios | Televisión Pública Argentina | Televisión Pública Argentina | Netflix                  | Universal TV        | Universal TV         | Rating |
| Temporada | Temporada | Episodios | Estreno                      | Final                        | Netflix                  | Estreno             | Final                | Rating |
| --------- | --------- | --------- | ---------------------------- | ---------------------------- | ------------------------ | ------------------- | -------------------- | ------ |
|           | 1         | 13        | 2 de junio de 2016           | 8 de septiembre de 2016      | 7 de octubre de 2016     | 30 de enero de 2018 | 6 de febrero de 2018 | 2.9    |
|           | 2         | 8         | 17 de julio de 2018          | 4 de septiembre de 2018      | 28 de septiembre de 2018 | 16 de enero de 2020 | 2020                 | 9.4    |
|           | 3         | 8         | 9 de julio de 2019           | 27 de agosto de 2019         | 27 de septiembre de 2019 | 2021                | 2021                 | 9.6    |
|           | 4         | 8         | TBA                          | TBA                          | 19 de enero de 2022      | TBA                 | TBA                  | TBA    |
|           | 5         | 6         |                              |                              | 4 de mayo de 2022        |                     |                      |        |

## Crítica y recepción
La segunda temporada de El marginal se estrenó el 17 de julio de 2018 por la pantalla de la Televisión Pública Argentina. La entrega, que también se emitió por el sitio estatal Cont.ar, promedió 9.6 puntos de puntuación —con una cuota de pantalla de casi el 30,0%—, considerándose una marca histórica para una ficción del canal público nacional. El capítulo se convirtió en el más visto de la serie hasta entonces, aumentando 6.9 puntos respecto al último capítulo. Se ubicó como la cuarta entrega más vista del día, empatando en puntuación con Simona (eltrece, 21:30). Silvina Lamazares, del diario Clarín, refiriéndose al inicio de la segunda temporada, estableció una metáfora balompédica: «En la tele sucede como en el fútbol: cuando se juega bonito hay más chances de meter goles y brillar».
Por otra parte, Ricardo Marín, crítico del periódico La Nación, comentó: «el primer episodio maneja muy bien la necesidad de presentar a los personajes que se incorporan (...), el pasaje entre la primera y esta segunda parte, sin descuidar la acción y el suspenso para atrapar a la audiencia. El capítulo multiplica los niveles de violencia que mostraba la primera parte, pero lo equilibra con una estética, en todo lo que rodea a El Sapo, que mezcla lo desagradable con un humor grotesco que diluye las situaciones de barbarie en una impresión de irrealidad».
Tras haber conseguido la marca más alta en la premiere de la segunda temporada, la audiencia no solo continuó en esos promedios, sino que también siguió aumentando, alcanzando en el cuarto episodio los 10.4 puntos de puntuación.
La tercera temporada debutó el 9 de julio de 2019, con una marca histórica de puntuación: 13.5 puntos, convirtiéndose en lo más visto del día. Previo a la premiere, se emitió el making of de la serie (21:00, 4.3 puntos).
En 2022 vuelven las historias de los Borges con una cuarta temporada, estrenada en enero de 2022. Luego de los periplos de filmar en plena pandemia y con protocolos COVID-19, vuelve a la pantalla de Netflix. La quinta y última entrega de la serie fue estrenada en mayo del mismo año.

## Premios y nominaciones
| Año  | Premiación            |                                                                      | Nominados                                                                                 | Resultado | Ref.          |
| ---- | --------------------- | -------------------------------------------------------------------- | ----------------------------------------------------------------------------------------- | --------- | ------------- |
| 2016 | Premios Notirey       | Producción                                                           | El marginal                                                                               | Nominado  | [ 20 ]        |
| 2016 | Premios Notirey       | Revelación masculina                                                 | Nicolás Furtado                                                                           | Ganador   | [ 20 ]        |
| 2016 | Premios Notirey       | Actor de reparto                                                     | Abel Ayala                                                                                | Nominado  | [ 20 ]        |
| 2016 | Premios Notirey       | Actor protagónico                                                    | Juan Minujín                                                                              | Nominado  | [ 20 ]        |
| 2016 | Premios Notirey       | Actriz protagónica                                                   | Martina Gusmán                                                                            | Nominada  | [ 20 ]        |
| 2016 | Festival Series Manía | Gran premio internacional                                            | El marginal                                                                               | Ganador   | [ 21 ] [ 22 ] |
| 2016 | Premios Tato          | Programa del año                                                     | El marginal                                                                               | Ganador   | [ 23 ]        |
| 2016 | Premios Tato          | Mejor ficción unitario                                               | El marginal                                                                               | Ganador   | [ 23 ]        |
| 2016 | Premios Tato          | Mejor actriz en drama                                                | Martina Gusman                                                                            | Ganadora  | [ 23 ]        |
| 2016 | Premios Tato          | Mejor actor en drama                                                 | Juan Minujin                                                                              | Ganador   | [ 23 ]        |
| 2016 | Premios Tato          | Mejor actor de reparto                                               | Nicolás Furtado                                                                           | Ganador   | [ 23 ]        |
| 2016 | Premios Tato          | Mejor dirección en ficción                                           | Luis Ortega, Mariano Ardanaz, Javier Pérez y Alejandro Ciancio                            | Ganadores | [ 23 ]        |
| 2016 | Premios Tato          | Mejor guion en ficción                                               | Adrian Caetano y Guillermo Salmeron                                                       | Ganadores | [ 23 ]        |
| 2016 | Premios Tato          | Mejor edición en ficción                                             | Guillermo Gatti, Pablo Bologna, Fabricio Rodríguez, Bruno Weinstein y Elizabeth Blaustein | Ganadores | [ 23 ]        |
| 2016 | Premios Tato          | Mejor fotografía en ficción                                          | Sergio Dotta                                                                              | Ganador   | [ 23 ]        |
| 2016 | Premios Tato          | Mejor vestuario en ficción                                           | Andrea Duarte                                                                             | Ganadora  | [ 23 ]        |
| 2016 | Premios Tato          | Mejor cortina musical                                                | Sara Hebe                                                                                 | Ganadora  | [ 23 ]        |
| 2016 | Premios Tato          | Mejor dirección de arte en ficción                                   | Julia Freid                                                                               | Ganadora  | [ 23 ]        |
| 2016 | Premios Tato          | Mejor escenografía en ficción                                        | Julia Freid                                                                               | Ganadora  | [ 23 ]        |
| 2017 | Premios Produ         | Mejor serie                                                          | El marginal                                                                               | Nominada  | [ 24 ]        |
| 2017 | Premios Produ         | Mejor actor - serie, superserie o telenovela                         | Juan Minujín                                                                              | Ganador   | [ 24 ]        |
| 2017 | Premios Produ         | Mejor actor de reparto - serie, superserie o telenovela              | Nicolás Furtado                                                                           | Nominado  | [ 24 ]        |
| 2017 | Premios Produ         | Mejor director - serie, superserie o telenovela                      | Luis Ortega                                                                               | Ganador   | [ 24 ]        |
| 2017 | Premios Martín Fierro | Mejor miniserie                                                      | El marginal                                                                               | Ganador   | [ 25 ]        |
| 2017 | Premios Martín Fierro | Mejor producción integral                                            | El marginal                                                                               | Nominado  | [ 25 ]        |
| 2017 | Premios Martín Fierro | Mejor actor en unitario y/o miniserie                                | Juan Minujín                                                                              | Nominado  | [ 25 ]        |
| 2017 | Premios Martín Fierro | Mejor actriz en unitario y/o miniserie                               | Martina Gusmán                                                                            | Nominada  | [ 25 ]        |
| 2017 | Premios Martín Fierro | Mejor actor de reparto                                               | Carlos Portaluppi                                                                         | Nominado  | [ 25 ]        |
| 2017 | Premios Martín Fierro | Revelación                                                           | Brian Buley                                                                               | Nominado  | [ 25 ]        |
| 2017 | Premios Martín Fierro | Mejor autor/libretista                                               | Adrián Caetano y Guillermo Salmerón                                                       | Ganadores | [ 25 ]        |
| 2017 | Premios Martín Fierro | Mejor director                                                       | Luis Ortega, Javier Pérez, Mariano Ardanaz y Alejandro Clancio                            | Nominado  | [ 25 ]        |
| 2017 | Premios Martín Fierro | Martín Fierro de Oro                                                 | El marginal                                                                               | Ganador   | [ 25 ]        |
| 2017 | Premios Fund TV       | Mejor ficción                                                        | El marginal                                                                               | Ganador   | [ 26 ]        |
| 2017 | Premios Platino       | Mejor miniserie iberoamericana                                       | El marginal                                                                               | Nominado  | [ 27 ]        |
| 2017 | Premios Argentores    | Mejor teleteatro unitario                                            | El marginal                                                                               | Ganador   | [ 28 ]        |
| 2017 | Premios Fénix         | Mejor reparto o ensamble actoral                                     | El marginal                                                                               | Nominado  | [ 29 ]        |
| 2018 | Premios Produ         | Mejor director - serie, superserie o telenovela                      | Adrián Caetano y Alejandro Ciancio                                                        | Ganadores | [ 30 ] [ 31 ] |
| 2018 | Premios Produ         | Mejor productor - serie, superserie o telenovela                     | Sebastián Ortega y Pablo Cullel                                                           | Ganadores | [ 30 ] [ 31 ] |
| 2018 | Premios Produ         | Mejor director de fotografía - serie, superserie o telenovela        | Sergio Dotta                                                                              | Nominado  | [ 30 ] [ 31 ] |
| 2018 | Premios Produ         | Mejor tema musical de programa                                       | "El marginal"                                                                             | Ganador   | [ 30 ] [ 31 ] |
| 2019 | Premios Platino       | Mejor miniserie iberoamericana                                       | El marginal                                                                               | Nominado  |               |
| 2019 | Premios Platino       | Mejor interpretación masculina en miniserie o teleserie              | Nicolás Furtado                                                                           | Nominado  |               |
| 2019 | Premios Produ         | Mejor serie                                                          | El marginal                                                                               | Nominada  | [ 32 ] [ 33 ] |
| 2019 | Premios Produ         | Mejor showrunner                                                     | Sebastián Ortega                                                                          | Ganador   | [ 32 ] [ 33 ] |
| 2019 | Premios Produ         | Mejor actor principal                                                | Nicolás Furtado                                                                           | Ganador   | [ 32 ] [ 33 ] |
| 2019 | Premios Produ         | Mejor actriz principal                                               | Martina Gusmán                                                                            | Nominada  | [ 32 ] [ 33 ] |
| 2019 | Premios Produ         | Mejor actor revelación                                               | Lorenzo Ferro                                                                             | Ganador   | [ 32 ] [ 33 ] |
| 2019 | Premios Martín Fierro | Mejor unitario y/o miniserie                                         | El marginal                                                                               | Nominado  |               |
| 2019 | Premios Martín Fierro | Mejor actor en unitario y/o miniserie                                | Gerardo Romano                                                                            | Nominado  |               |
| 2019 | Premios Martín Fierro | Mejor actor de reparto                                               | Roly Serrano                                                                              | Ganador   |               |
| 2019 | Premios Martín Fierro | Mejor cortina musical                                                | «El marginal» interpretada por Sara Hebe                                                  | Ganador   |               |
| 2019 | Premios Fund TV       | Mejor ficción                                                        | El marginal 2                                                                             | Nominado  |               |
| 2022 | Premios Produ         | Mejor serie social y política                                        | El marginal 5                                                                             | Nominada  | [ 34 ] [ 35 ] |
| 2022 | Premios Produ         | Mejor actor principal - serie de acción, policial, terror o thriller | Nicolás Furtado                                                                           | Nominado  | [ 34 ] [ 35 ] |
| 2022 | Premios Produ         | Mejor actor principal - serie de acción, policial, terror o thriller | Juan Minujín                                                                              | Nominado  | [ 34 ] [ 35 ] |
| 2022 | Premios Produ         | Mejor dirección - serie y miniserie                                  | Alejandro Ciancio                                                                         | Nominado  | [ 34 ] [ 35 ] |
| 2022 | Premios Produ         | Mejor producción de ficción - serie y miniserie                      | Leandro Culell, Juan Ponce, Pablo Culell, Sebastián Ortega y Marcos Santana               | Ganadores | [ 34 ] [ 35 ] |
| 2022 | Premios Produ         | Mejor dirección de arte                                              | Julia Freid                                                                               | Nominada  | [ 34 ] [ 35 ] |
| 2022 | Premios Produ         | Mejor tema musical de serie                                          | "Pinta"                                                                                   | Ganador   | [ 34 ] [ 35 ] |